# グリム・ガーディアンズ デーモンパージ
『グリム・ガーディアンズ デーモンパージ』は、インティ・クリエイツより発売されたゲームソフト。対応プラットフォームはNintendo Switch・PlayStation 5・PlayStation 4・Xbox Series X/S・Steam。
2023年2月23日に各プラットフォームにてダウンロード版の配信を開始、同年3月23日にNintendo Switch・PlayStation 5用パッケージ版が発売。

## ストーリー
神園しのぶと神園真夜の姉妹が、悪魔ハンターの仕事を終え桜咲第三高校に登校すると、目の前で学校が城に変化してしまう。
その理由を調べる為、また既に登校していた生徒たちを救出する為、城に乗り込み調査を開始する。

## システム
性能の異なる2人の操作キャラクターを切り替えながら、ステージの最奥を目指す2D横スクロールアクションゲーム。
2人プレイ時は各人がどちらかのキャラクターを担当し、ひとつの画面で協力して進む。
どちらかが倒れても、倒れた場所にたどり着き「姉妹レスキュー」を行うことで復活させられる。
ボスを倒すとサブウェポンを獲得し、新たなルートに進めることもある。

## 登場キャラクター

### メインキャラクター
神園しのぶ
声 - 上間江望 / Brittany Lauda
神園姉妹の姉で、自信満々な委員長タイプに見えるが、そそっかしいところもある。
真夜より体力が高い。
メインウェポンは、射程が長く高連射だがリロードを必要とする退魔サブマシンガンで、りーすを助けることで強化してもらえる。
サブウェポンは、投げナイフ、退魔グレネード、退魔TNT爆雷、おおぬさ、グラッピングフック、退魔ロケットランチャーで、ちるにお菓子を渡すことで個別に強化してもらえる。
強化おおぬさで真夜の折り鶴さんを操作するなど、真夜のサブウェポンと連携できるものがある。
神園真夜
声 - 橋本ちなみ / Ryan Bartley
神園姉妹の妹で、そそっかしい姉をこっそりと支えるしっかり者。
しのぶよりしゃがみ姿勢が低く、しゃがみ姿勢でも移動できる。
メインウェポンは、折り紙で作り出した様々な近接武器を使用した三段攻撃で、りーすを助けることで強化してもらえる。
サブウェポンは、式神さん、折り鶴さん、ペンギンさん、和傘、大鎌、ほーだいくん人形で、ちるにお菓子を渡すことで個別に強化してもらえる。
ペンギンさんはしのぶの一部のサブウェポンも凍結でき、上に乗ることができるようになる。
くろな
声 - 藤田彩 / Michelle Marie
悪魔学校中等部に通う、見習い悪魔。
自信家かつお調子者だが、失敗続きで留年が確定してしまう。
りーす
声 - 木村千咲 / Maddie Matsumoto
失敗続きの社会人天使。
しっかりしたお姉さんタイプだと本人は思っているが、実際にはそうではない。

### ボス
バットアグリゲイター
ファジラルジャケット
声 - 藤堂駿介
ブレイズオクタヴィアン
声 - 大城昂輝
タイラントガルデナス
声 - 大城昂輝
バフォメット
声 - 藤堂駿介
ベルフェゴール
くろな(第一形態)
くろな(第二形態)
声 - 藤田彩 / Michelle Marie
偽峰大
声 - 照井悠希 / Andy Cowley
大人くろな(第一形態)
大人くろな(第二形態)
大人くろな(第三形態 / 第三形態シューティング)
声 - 原由実 / Sarah Kennedy

## 女子生徒
悪魔の城に変わった学校に取り残された女子生徒と教師。

## ステージ
城門前～エントランス
オペラホール
謎の洞窟
中庭
大図書館
時計塔
尖塔
次元の狭間
柱の間～体育館